# Высшая лига КВН 2000
Сезон Высшей лиги КВН 2000 года — 14-й сезон с возрождения телевизионного КВН в 1986 году.
В 2000 году подводились итоги XX века, и в рамках Высшей лиги КВН было решено провести сразу два турнира — обычный турнир на звание чемпиона Клуба и Турнир Десяти великих команд 80-х и 90-х. В основной сезон Высшей лиги были приглашены только девять команд, и в первых пяти играх сезона соревновались по три команды. По окончании этих игр проходили полуфинальные встречи Турнира Десяти, а между полуфиналами и финалом основного сезона состоялся финал Турнира, участников которого выбирали зрители в зале и телезрители после каждого из полуфиналов.
Сезон Высшей лиги вернул на сцену МДМ чемпионов 1998 года, «Детей лейтенанта Шмидта» и опытную команду «Уральские пельмени». Для «Пельменей» это был уже пятый сезон в Высшей лиге (также пятый сезон играл первый состав БГУ, но в Турнире Десяти). Пятая попытка оказалась для екатеринбуржцев удачной. Взяв реванш над томичами в полуфинале, они прошли в финал, где стали последними чемпионами XX века. Кроме этих команд, сезон запомнился взлётом «Утомлённых солнцем», а также появлением новых звёзд КВН — команды «УЕздный город». Оба коллектива впоследствии тоже стали чемпионами Клуба. Также в сезоне Высшей лиги КВН 2000 впервые играла команда из Казахстана, и впервые до полуфиналов дошли только российские команды.
В этом сезоне не было тем игр и конкурсов.

## Состав
В сезон Высшей лиги 2000 были приглашены девятнадцать команд.
Участники «Турнира Десяти»:
1. БГУ (Минск) — пятый сезон в Высшей лиге
2. Дрим тим (Донецк — Екатеринбург) — второй сезон в Высшей лиге
3. ДГУ[a] (Днепропетровск) — четвёртый сезон в Высшей лиге
4. Запорожье — Кривой Рог — Транзит (Запорожье — Кривой Рог) — четвёртый сезон в Высшей лиге
5. Махачкалинские бродяги (Махачкала) — четвёртый сезон в Высшей лиге
6. Эскадрон гусар (Москва) — четвёртый сезон в Высшей лиге
7. ХАИ (Харьков) — четвёртый сезон в Высшей лиге
8. Парни из Баку (Баку) — третий сезон в Высшей лиге
9. ЕрМИ (Ереван) — четвёртый сезон в Высшей лиге
10. Одесские джентльмены (Одесса) — четвёртый сезон в Высшей лиге

Участники Высшей лиги:
1. Ва-Банкъ (Луганск) — участники Открытой украинской лиги
2. Сборная Владивостока (Владивосток) — полуфиналисты Открытой украинской лиги
3. ТГУ (Тбилиси) — полуфиналисты Открытой украинской лиги
4. Казахстанский проект (Алматы — Караганда) — вице-чемпионы Первой лиги
5. УЕздный город (Магнитогорск — Челябинск) — чемпионы Первой лиги
6. Утомлённые солнцем (Сочи) — второй сезон в Высшей лиге
7. Кубанские казаки (Краснодар) — второй сезон в Высшей лиге
8. Уральские пельмени (Екатеринбург) — пятый сезон в Высшей лиге
9. Дети лейтенанта Шмидта (Томск) — второй сезон в Высшей лиге

Чемпионами сезона стали команды КВН «Парни из Баку» (Турнир Десяти) и «Уральские пельмени» (Высшая лига).

## Игры

### ⅛ финала
Первая ⅛ финала
- Дата игры: 10 марта
- Тема игры: -
- Команды: Ва-Банкъ (Луганск), Казахстанский проект (Алматы — Караганда), Дети лейтенанта Шмидта (Томск)
- Жюри: Антон Комолов, Валдис Пельш, Леонид Ярмольник, Сергей Жигунов, Константин Эрнст, Игорь Верник, Леонид Парфёнов, Юлий Гусман
- Конкурсы: Приветствие, Разминка, Конкурс одной песни

Первый полуфинал Турнира Десяти
- Команды: Одесские джентльмены (Одесса), Парни из Баку (Баку)
- Конкурсы: Разминка, Приветствие

| Команда              | Приветствие | Разминка | общий | КОП | Итого |
| -------------------- | ----------- | -------- | ----- | --- | ----- |
| Ва-Банкъ             | 3,9         | 3,4      | 7,3   | 3,8 | 11,1  |
| Казахстанский проект | 4,9         | 3,6      | 8,5   | 3,9 | 12,4  |
| ДЛШ                  | 4,6         | 3,9      | 8,5   | 4,3 | 12,8  |

Результат игры:
1. Дети лейтенанта Шмидта
2. Казахстанский проект
3. Ва-Банкъ

- В финал Турнира Десяти прошла команда «Парни из Баку».
- Финальную песню на этой игре «Парни из Баку» пели с Ларисой Долиной.

Вторая ⅛ финала
- Дата игры: 8 апреля
- Тема игры: -
- Команды: Сборная Владивостока (Владивосток), ТГУ (Тбилиси), Уральские пельмени (Екатеринбург)
- Жюри: Антон Комолов, Сергей Жигунов, Константин Эрнст, Леонид Парфёнов, Юлий Гусман
- Конкурсы: Приветствие, Разминка, Конкурс одной песни

Второй полуфинал Турнира Десяти
- Команды: Эскадрон гусар (Москва), ХАИ (Харьков)
- Конкурсы: Разминка, Приветствие

| Команда              | Приветствие | Разминка | общий | КОП | Итого |
| -------------------- | ----------- | -------- | ----- | --- | ----- |
| Сборная Владивостока | 4,2         | 4        | 8,2   | 3,6 | 11,8  |
| ТГУ                  | 4,8         | 3,6      | 8,4   | 3,8 | 12,2  |
| Уральские пельмени   | 4,4         | 3,2      | 7,6   | 5   | 12,6  |

Результат игры:
1. Уральские пельмени
2. ТГУ
3. Сборная Владивостока

- В финал Турнира Десяти прошла команда ХАИ.
- На этой игре «Уральские пельмени» показали конкурс одной песни о том, как группа «ЧайФ» писала песню «Аргентина — Ямайка 5:0».
- Поскольку Андрей Чивурин принимал участие в этой игре, его за компьютером заменил Михаил Марфин.

Третья ⅛ финала
- Дата игры: 26 мая
- Тема игры: -
- Команды: УЕздный город (Магнитогорск — Челябинск), Утомлённые солнцем (Сочи), Кубанские казаки (Краснодар)
- Жюри: Андрей Макаревич, Игорь Верник, Валдис Пельш, Константин Эрнст, Антон Комолов, Юлий Гусман
- Конкурсы: Приветствие, Разминка, Конкурс одной песни

Третий полуфинал Турнира Десяти
- Команды: Дрим тим (Донецк — Екатеринбург), ЕрМИ (Ереван)
- Конкурсы: Разминка, Приветствие

| Команда            | Приветствие | Разминка | общий | КОП | Итого |
| ------------------ | ----------- | -------- | ----- | --- | ----- |
| УЕздный город      | 4,8         | 3,8      | 8,6   | 4,1 | 12,7  |
| Утомлённые солнцем | 4,5         | 3,1      | 7,6   | 5   | 12,6  |
| Кубанские казаки   | 3,8         | 3        | 6,8   | 3,3 | 10,1  |

Результат игры:
1. УЕздный город
2. Утомлённые солнцем
3. Кубанские казаки

- В финал Турнира Десяти прошла команда ЕрМИ.
- Проигрыш «Кубанских казаков» был третьим проигрышем подряд полуфиналистов на первом этапе сезона, после проигрыша в 1998 году «Служебного входа» и в 1999 году «Харьковских ментов».
- Это была первая встреча команд «УЕздный город» и «Утомлённые солнцем», и единственная, в которой победили уральцы.
- На этой игре «Утомлённые солнцем» показали конкурс одной песни «Арлекины».

### Четвертьфиналы
Первый четвертьфинал
- Дата игры: 4 июня
- Тема игры: -
- Команды: Казахстанский проект (Алматы — Караганда), УЕздный город (Магнитогорск — Челябинск), Уральские пельмени (Екатеринбург)
- Жюри: Андрей Макаревич, Валдис Пельш, Константин Эрнст, Антон Комолов, Юлий Гусман
- Конкурсы: Приветствие, Разминка, Музыкальный конкурс

Четвёртый полуфинал Турнира Десяти
- Команды: Махачкалинские бродяги (Махачкала), Запорожье — Кривой Рог — Транзит (Запорожье — Кривой Рог)
- Конкурсы: Разминка, Приветствие

| Команда              | Приветствие | Разминка | общий | Муз. конкурс | Итого |
| -------------------- | ----------- | -------- | ----- | ------------ | ----- |
| Уральские пельмени   | 4           | 3,6      | 7,6   | 3,8          | 11,4  |
| УЕздный город        | 4,6         | 4,4      | 9     | 3,6          | 12,6  |
| Казахстанский проект | 4,2         | 3,2      | 7,4   | 3,4          | 10,8  |

Результат игры:
1. УЕздный город
2. Уральские пельмени
3. Казахстанский проект

- В финал Турнира Десяти прошла команда «Махачкалинские бродяги».
- На этой игре «УЕздный город» показали музыкальный конкурс «Изгиб гитары жёлтой».
- «Уральские пельмени» на этой игре показали музыкальный конкурс «Песни про Ленина».

Второй четвертьфинал
- Дата игры: 29 июня
- Тема игры: -
- Команды: Утомлённые солнцем (Сочи), ТГУ (Тбилиси), Дети лейтенанта Шмидта (Томск)
- Жюри: Антон Табаков, Игорь Верник, Валдис Пельш, Антон Комолов, Юлий Гусман
- Конкурсы: Приветствие, Разминка, Музыкальный конкурс

Пятый полуфинал Турнира Десяти
- Команды: БГУ (Минск), ДГУ (Днепропетровск)
- Конкурсы: Приветствие (для БГУ), Музыкальный конкурс (для ДГУ)

| Команда            | Приветствие | Разминка | общий | Муз. конкурс | Итого |
| ------------------ | ----------- | -------- | ----- | ------------ | ----- |
| ДЛШ                | 4,2         | 5        | 9,2   | 4,2          | 13,4  |
| ТГУ                | 4,6         | 3,4      | 8     | 3,8          | 11,8  |
| Утомлённые солнцем | 5           | 4        | 9     | 5            | 14    |

Результат игры:
1. Утомлённые солнцем
2. Дети лейтенанта Шмидта
3. ТГУ

- В финал Турнира Десяти прошла команда БГУ.
- В начале сезона вместо команды ДГУ была заявлена команда НГУ, но поскольку новосибирцы отказались от участия в турнире, вместо них в сезон были приглашены днепропетровцы.
- В отличие от предыдущих игр Турнира Десяти, на этой не было разминки.
- На этой игре «Утомлённые солнцем» показали музыкальный конкурс о подготовке к «Кинотавру», в рамках которого был показан номер «Пионерский хор».
- На этой игре «Дети лейтенанта Шмидта» показали музыкальный конкурс о репетиции кремлёвского концерта.

### Полуфиналы
Первый полуфинал
- Дата игры: 20 октября
- Тема игры: -
- Команды: Уральские пельмени (Екатеринбург), Дети лейтенанта Шмидта (Томск)
- Жюри: Валдис Пельш, Леонид Ярмольник, Леонид Якубович, Антон Комолов, Юлий Гусман
- Конкурсы: Приветствие, Разминка, СТЭМ, Капитанский конкурс, Музыкальное домашнее задание

| Команда            | Приветствие | Разминка | общий | СТЭМ | общий | Капитанский | общий | МДЗ | Итого |
| ------------------ | ----------- | -------- | ----- | ---- | ----- | ----------- | ----- | --- | ----- |
| Уральские пельмени | 4,6         | 4,4      | 9     | 4,6  | 13,6  | 3,8         | 17,4  | 6,8 | 24,2  |
| ДЛШ                | 4,4         | 4,6      | 9     | 4,4  | 13,4  | 3,6         | 17    | 6,4 | 23,4  |

Результат игры:
1. Уральские пельмени
2. Дети лейтенанта Шмидта

- Эти команды уже встречались в полуфинале в 1998 году, тогда победили томичи.
- Капитанский конкурс играли Андрей Рожков (УПИ) и Григорий Малыгин («ДЛШ»).
- На этой игре ДЛШ показали СТЭМ «Тимур и его команда» и домашнее задание «Фауст», в котором Пётр Винс, Виталий Гасаев и приглашённый актёр Александр Пушной исполнили песню «Три возраста влюблённого поэта».
- «Уральские пельмени» на этой игре показали один из самых известных СТЭМов: «Сальто Делчева».
- На этой игре «Уральские пельмени» показали домашнее задание про статиста на телевидении.
- В конце игры Масляков сказал, что, на его взгляд, это была лучшая игра «Пельменей».

Второй полуфинал
- Дата игры: 22 октября
- Тема игры: -
- Команды: УЕздный город (Магнитогорск — Челябинск), Утомлённые солнцем (Сочи)
- Жюри: Валдис Пельш, Леонид Ярмольник, Константин Эрнст, Леонид Якубович, Антон Комолов, Юлий Гусман
- Конкурсы: Приветствие, Разминка, СТЭМ, Капитанский конкурс, Музыкальное домашнее задание

| Команда            | Приветствие | Разминка | общий | СТЭМ | общий | Капитанский | общий | МДЗ | Итого |
| ------------------ | ----------- | -------- | ----- | ---- | ----- | ----------- | ----- | --- | ----- |
| Утомлённые солнцем | 5           | 5,1      | 10,1  | 4,5  | 14,6  | 3,3         | 17,9  | 7   | 24,9  |
| УЕздный город      | 4,6         | 6        | 10,6  | 4,8  | 15,4  | 2,6         | 18    | 6   | 24    |

Результат игры:
1. Утомлённые солнцем
2. УЕздный город

- Капитанский конкурс играли Руслан Хачмамук («Утомлённые солнцем») и Сергей Писаренко («УЕздный город»).
- На этой игре «Утомлённые солнцем» показали домашнее задание «Спецшкола КВН».
- В конце игры Константин Эрнст предложил взять обе команды в финал, но этого сделано не было.
- «УЕздный город» — третья команда, получившая 6 за разминку в Высшей лиге.

### Финалы
Финал Турнира Десяти
- Дата игры: 15 ноября
- Тема игры: -
- Команды: Парни из Баку (Баку), ХАИ (Харьков), ЕрМИ (Ереван), Махачкалинские бродяги (Махачкала), БГУ (Минск)
- Жюри: Леонид Якубович, Сергей Шакуров, Анатолий Лысенко, Константин Эрнст, Леонид Ярмольник, Антон Комолов, Юлий Гусман
- Конкурсы: Приветствие, Разминка, Музыкальный конкурс

| Команда                | Члены жюри | Зрительный зал | Офиц. сайт КВН | Телефонные звонки |
| ---------------------- | ---------- | -------------- | -------------- | ----------------- |
| Парни из Баку          | 6          | 50 %           | 47 %           | 53 %              |
| ХАИ                    | 0          | 8 %            | 16 %           | 6 %               |
| ЕрМИ                   | 0          | 25 %           | 20 %           | 31 %              |
| Махачкалинские бродяги | 0          | 7 %            | 5 %            | 5 %               |
| БГУ                    | 0          | 13 %           | 12 %           | 5 %               |

Результат игры:
1. Парни из Баку
2. ЕрМИ
3. БГУ; ХАИ
4. Махачкалинские бродяги

«Парни из Баку» стали чемпионами Турнира Десяти сезона 2000.
- Победитель Турнира был объявлен на финале Высшей лиги. Масляков сообщил только о результатах чемпиона — команды «Парни из Баку». За неё проголосовали шестеро из семи членов жюри (кроме Гусмана, который воздержался, и написал, что «победила дружба»), 47 % от голосовавших на официальном сайте АМиК[3] (во время оглашения результатов Масляков по ошибке сказал, что команда получила 45 %) и 53 % от проголосовавших по телефону. Капитану команды Анару Мамедханову был вручён чемпионский кубок[4]. Касаемо результатов голосования зрителей в зале, точной цифры нет. Масляков объявил, что за Баку проголосовало 52 % зрительного зала, в то время, как на официальном сайте АМиК в репортаже Кирилла Папакуля с финала Высшей лиги записана цифра 50. Также в репортаже Папакуля записаны и остальные результаты, и если сложить их вместе, то получается 103 %, что значит, что либо «Парни из Баку» получили 47 % голосов, либо что данные по одной из других команд записаны неточно. В таблице результатов приведены цифры из репортажа Папакуля[5].
- На этой игре команда БГУ показала музыкальный конкурс о том, как духовой оркестр Республики Беларусь готовился к поездке в Америку.
- На конкурсе «разминка» единогласным решением жюри победила команда «Парни из Баку».
- Пять команд-участников этой игры представляли пять разных государств.
- На этой игре «Парни из Баку» показали музыкальный конкурс «Саммит 2000 в Баку». В рамках конкурса была показана пародия на ставшего популярным в том году Николая Баскова (номер «Три тенора») и «Исповедь КВНщика» от Бахрама Багир-Заде.

Финал Высшей лиги
- Дата игры: 22 декабря (эфир: 31 декабря)
- Тема игры: -
- Команды: Утомлённые солнцем (Сочи), Уральские пельмени (Екатеринбург)
- Жюри: Леонид Якубович, Игорь Верник, Леонид Ярмольник, Константин Эрнст, Антон Комолов, Юлий Гусман
- Конкурсы: Приветствие, Разминка, Музыкальный конкурс, Капитанский конкурс, Домашнее задание

| Команда            | Приветствие | Разминка | общий | Муз. конкурс | общий | Капитанский | общий | ДЗ  | Итого |
| ------------------ | ----------- | -------- | ----- | ------------ | ----- | ----------- | ----- | --- | ----- |
| Утомлённые солнцем | 4,8         | 3        | 7,8   | 3,8          | 11,6  | 3           | 14,6  | 5,8 | 20,4  |
| Уральские пельмени | 4,6         | 3,5      | 8,1   | 4,8          | 12,9  | 3,8         | 16,7  | 6,8 | 23,5  |

Результат игры:
1. Уральские пельмени
2. Утомлённые солнцем

«Уральские пельмени» стали чемпионами Высшей лиги сезона 2000.
- Капитанский конкурс играли Руслан Хачмамук («Утомлённые солнцем») и Андрей Рожков (УПИ).
- На этой игре «Уральские пельмени» показали музыкальный конкурс «Любовь к налоговой» и домашнее задание про исполнение желаний на Новый год.
- В 2000 году финал Высшей лиги впервые был показан по телевидению до Нового года, ещё в декабре, а не в первые дни января, как это было до этого. К тому же, финал Высшей лиги КВН 2000 стал одной из последних передач Первого канала в XX веке, так как транслировался в последние часы уходящего года, века и тысячелетия.
- Команда «Уральские пельмени» стала последним чемпионом Клуба в XX веке. Причём, эта команда шла к чемпионскому титулу дольше всех — пять сезонов. Некоторые участники команды играли ещё в первой команде УПИ (в основном авторы), а Дмитрий Соколов и Сергей Исаев играли в Высшей лиге в 1991 году в составе команды КВН «Соседи».
- На этом финале был зарегистрирован самый большой отрыв по баллам между чемпионом и вице-чемпионом — 3,1.

## Члены жюри
В сезоне 2000 игры Высшей лиги КВН судили 13 человек.
9 игр
- Юлий Гусман
- Антон Комолов

7 игр
- Константин Эрнст

6 игр
- Валдис Пельш

5 игр
- Леонид Ярмольник

4 игры
- Игорь Верник
- Леонид Якубович

2 игры
- Сергей Жигунов
- Андрей Макаревич
- Леонид Парфёнов

1 игра
- Анатолий Лысенко
- Антон Табаков
- Сергей Шакуров